# Boreotrophon clathratus
Boreotrophon clathratus är en snäckart som först beskrevs av Carl von Linné 1767.  Boreotrophon clathratus ingår i släktet Boreotrophon och familjen purpursnäckor. Inga underarter finns listade i Catalogue of Life.

## Bildgalleri

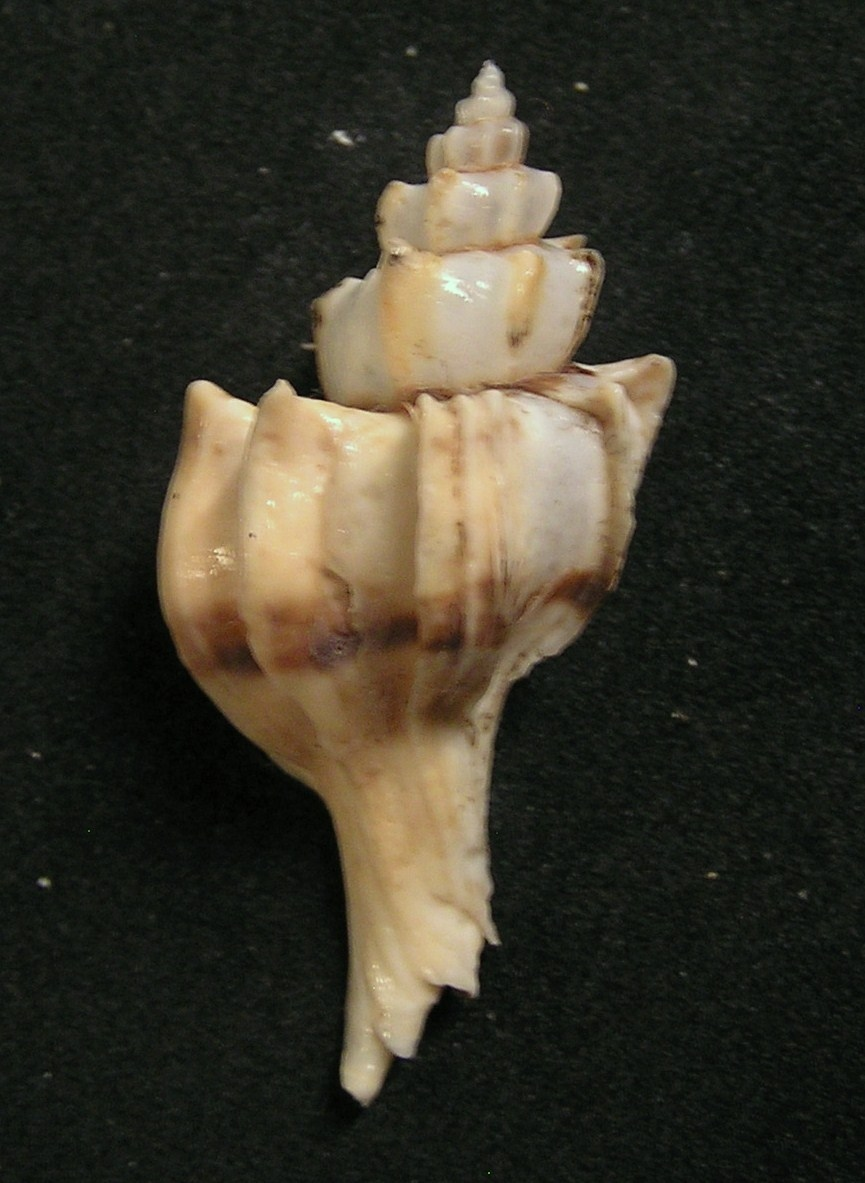
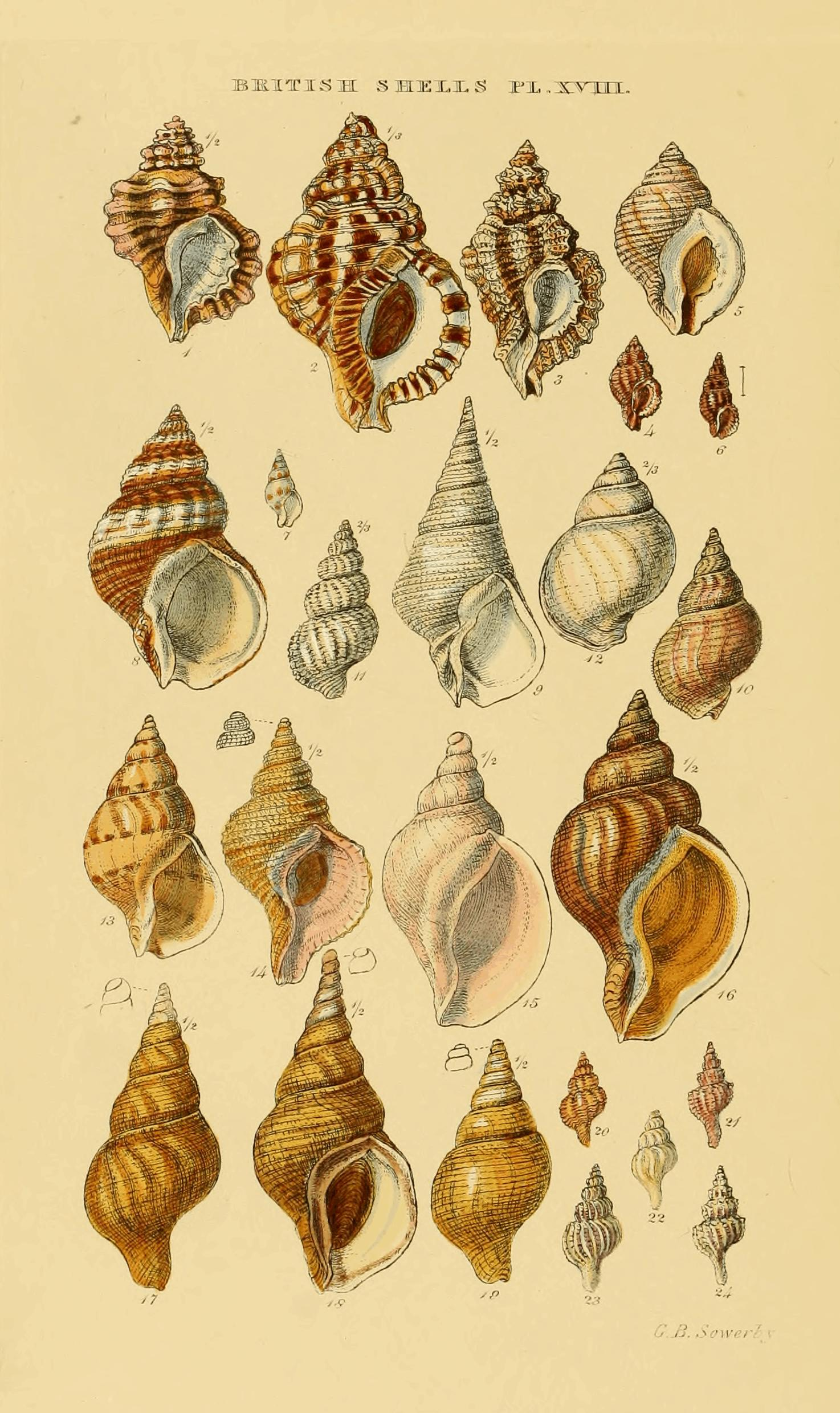